# Pandanpancur
Pandanpancur is een bestuurslaag in het regentschap Lamongan van de provincie Oost-Java, Indonesië. Pandanpancur telt 2424 inwoners (volkstelling 2010).